# Opération Minsk
Guerre russo-polonaise
Batailles
- Offensive vers l'Ouest
- Opération Minsk
- Daugavpils
- Letychiv
- Koziatyn
- Opération Kiev
- Radzymin
- Varsovie
- Komarów
- Rivière Niémen

L’opération Minsk désigne une offensive polonaise qui visait à capturer Minsk, alors aux mains des Bolchéviques, pendant la guerre soviéto-polonaise en août 1919.

## Contexte historique
À l'été 1919, après plusieurs succès et victoires contre les Bolchéviques, l'armée polonaise parvient à regrouper et à concentrer ses forces dans la région de Minsk. Le haut-commandement polonais ordonne de prendre la ville, afin de porter un coup dur aux bolchéviques. La ville était tenue par l'Armée de l'Ouest, division bolchévique dont le rôle était crucial dans le conflit. Elle tenait ce nœud ferroviaire important que représente la capitale biélorusse et la logistique destinée à l'Armée rouge.
En juillet 1919, les forces polonaises du Groupe Nord sous le commandement du général Szeptycki (en) et de ses subordonnés Anders, Lasocki (en) et Mokrzecki (en), sont renforcées par 12 000 fantassins, 2 000 cavaliers et 40 canons. Szeptycki et son état-major prévoyaient de lancer une offensive sur Minsk en ordonnant à leurs troupes un mouvement de tenailles autour de la ville.

## Déroulement de la bataille
La bataille fait rage tout au long de la première semaine d'août. Les forces bolchéviques subissent de lourdes pertes et Minsk tombe aux mains des Polonais le 8 août 1919.
Le succès de l'offensive polonaise permet aux Polonais de gagner du terrain à nouveau. À la fin août, le premier ministre de la République de Pologne, Józef Piłsudski, ordonne aux armées polonaises d'arrêter leur progression en Biélorussie, considérant que tous les objectifs qu'il s'était fixés, en l'occurrence reprendre tous les territoires autrefois polonais, et ce avant l'hiver 1919, avaient été remplis.